# يي تشو
يي تشو (بالصينية: 周依) هي فنانة صينية، ولدت في 1978 في شانغهاي في الصين.

## وصلات خارجية
- الموقع الرسمي